# Scaphyglottis
Scaphyglottis é um gênero botânico pertencente à família das orquídeas (Orchidaceae). Este gênero, que compreende pouco menos de setenta espécies, é o resultado da fusão de diversos gêneros descritos em épocas diversas. Caracterizam-se pelo hábito de seus pseudobulbos crescerem acrescentando novos pseudobulbos sobre o ápice dos antigos, e eventualmente também em sua base, e pelas flores cuja coluna apresenta prolongamento podiforme, ou seja, em formato de pé. Muitas das espécies são extremamente parecidas e difíceis de distinguir, sendo algumas poucas claramente distintas. Somente algumas possuem cores vistosas.
No Brasil existem espécies de todos os diferentes gêneros que hoje são considerados sinônimos de Scaphyglottis, exceto um (Platyglottis). São 15 as espécies de Scaphyglottis registradas para o Brasil.

## Distribuição

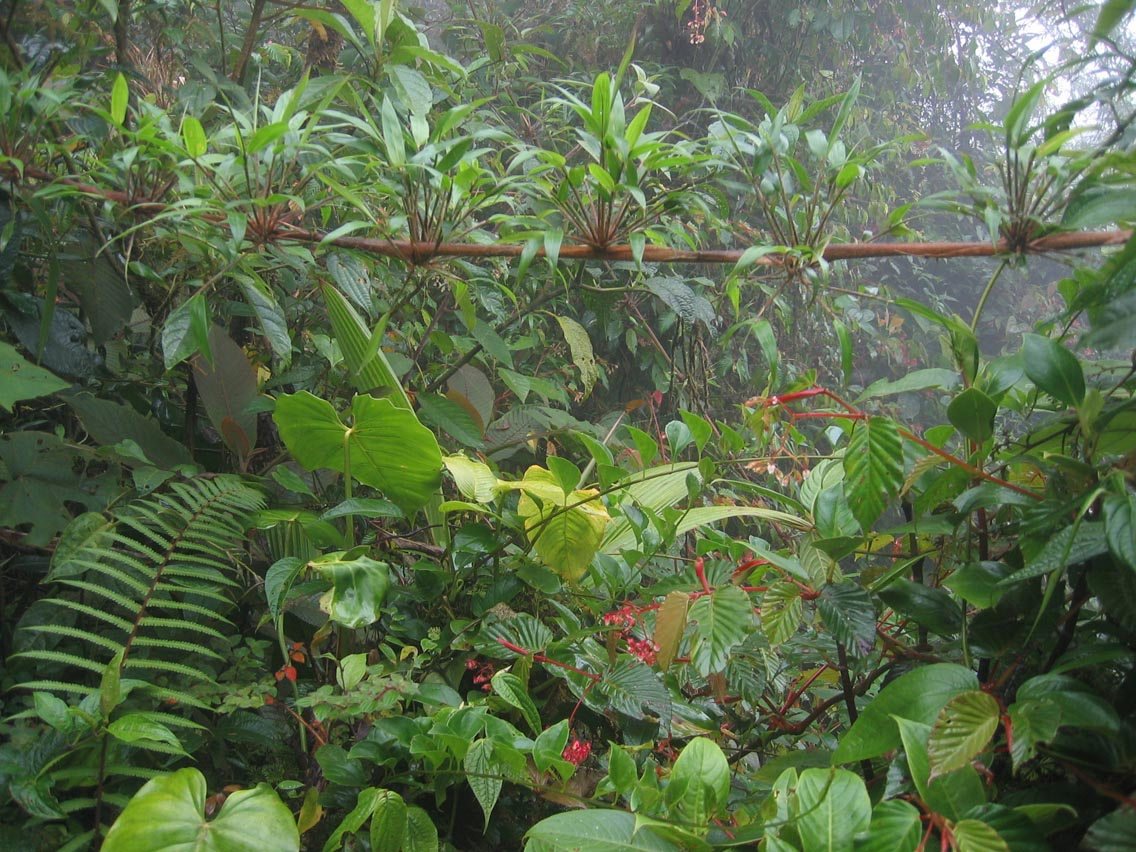
O ambiente do Parque Internacional la Amistad, perto de Boquete, Panamá é um exemplo do habitat preferido por algumas espécies de Scaphyglottis.

Este gênero compreende pouco menos de setenta espécies  distribuídas por ampla área que vai do sul do México até o sul da Bolívia e por todo o Brasil excetuada a região sul, desde o nível do mar até grandes altitudes nos Andes. Existem ainda em diversas ilhas do Caribe, sendo ali, usualmente, espécies endêmicas. Considera-se o sul da América Central, onde a maioria das espécies ocorre, o seu centro de dispersão.
São plantas epífitas, ocasionalmente rupícolas, que costumam formar grandes conjuntos desorganizados, mais ou menos ascendentes ou também pendurados dos ramos das árvores. Habitam tanto as florestas quentes e úmidas de baixa altitude do litoral e da Amazônia e, com menos frequência, florestas secas dos planaltos. Poucas espécies são ocasionalmente encontradas em florestas de altitude cheias de neblina matinal nos Andes e Costa Rica, geralmente em locais mais abertos e iluminados ou no alto das árvores.

## Descrição

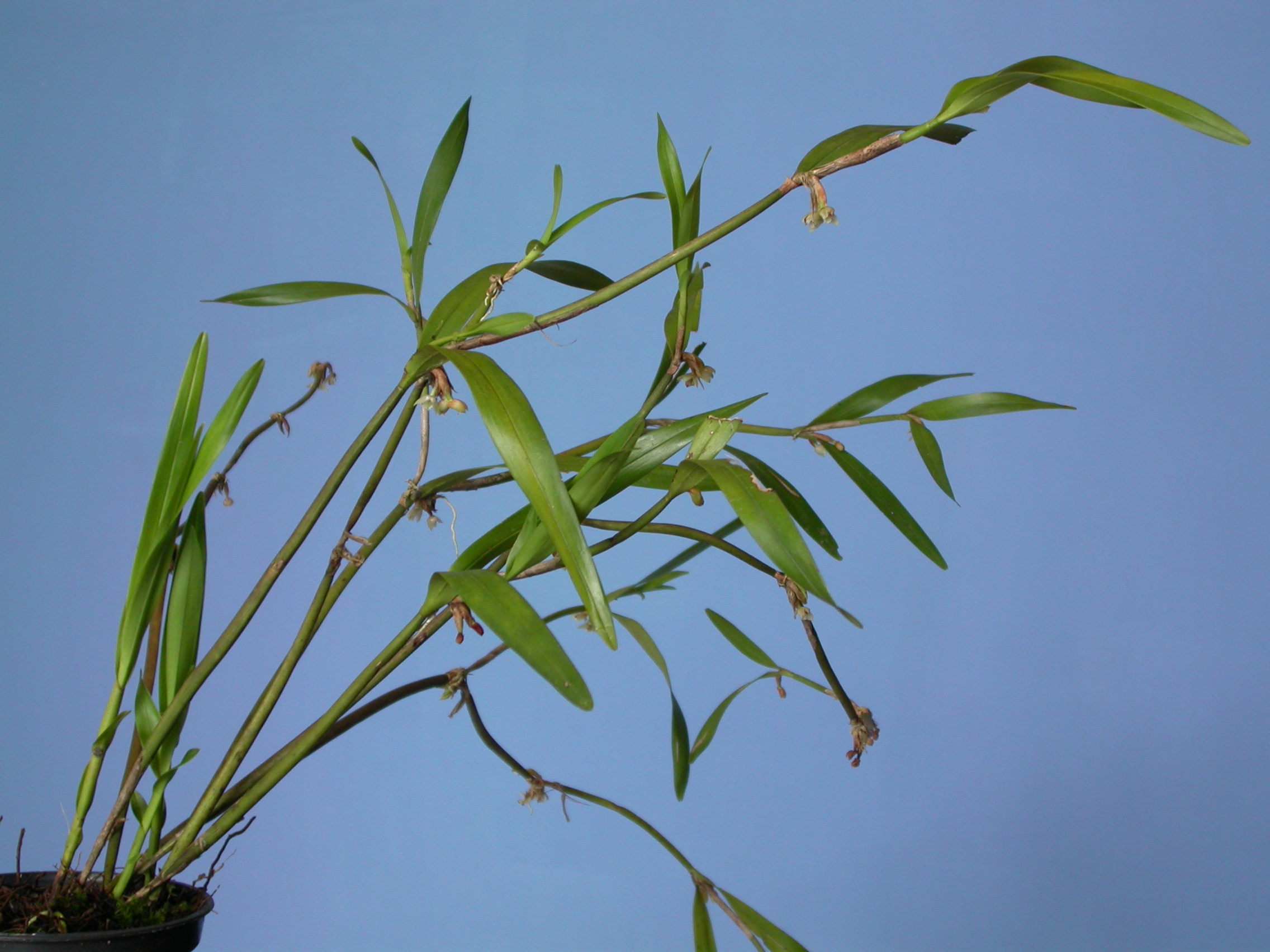
Scaphyglottis modestaAqui se vêem os pseudobulbos destas plantas, que nascem uns sobre os outros, e inflorescências brotando de bulbos de anos anteriores, costumes raros entre as orquídeas.

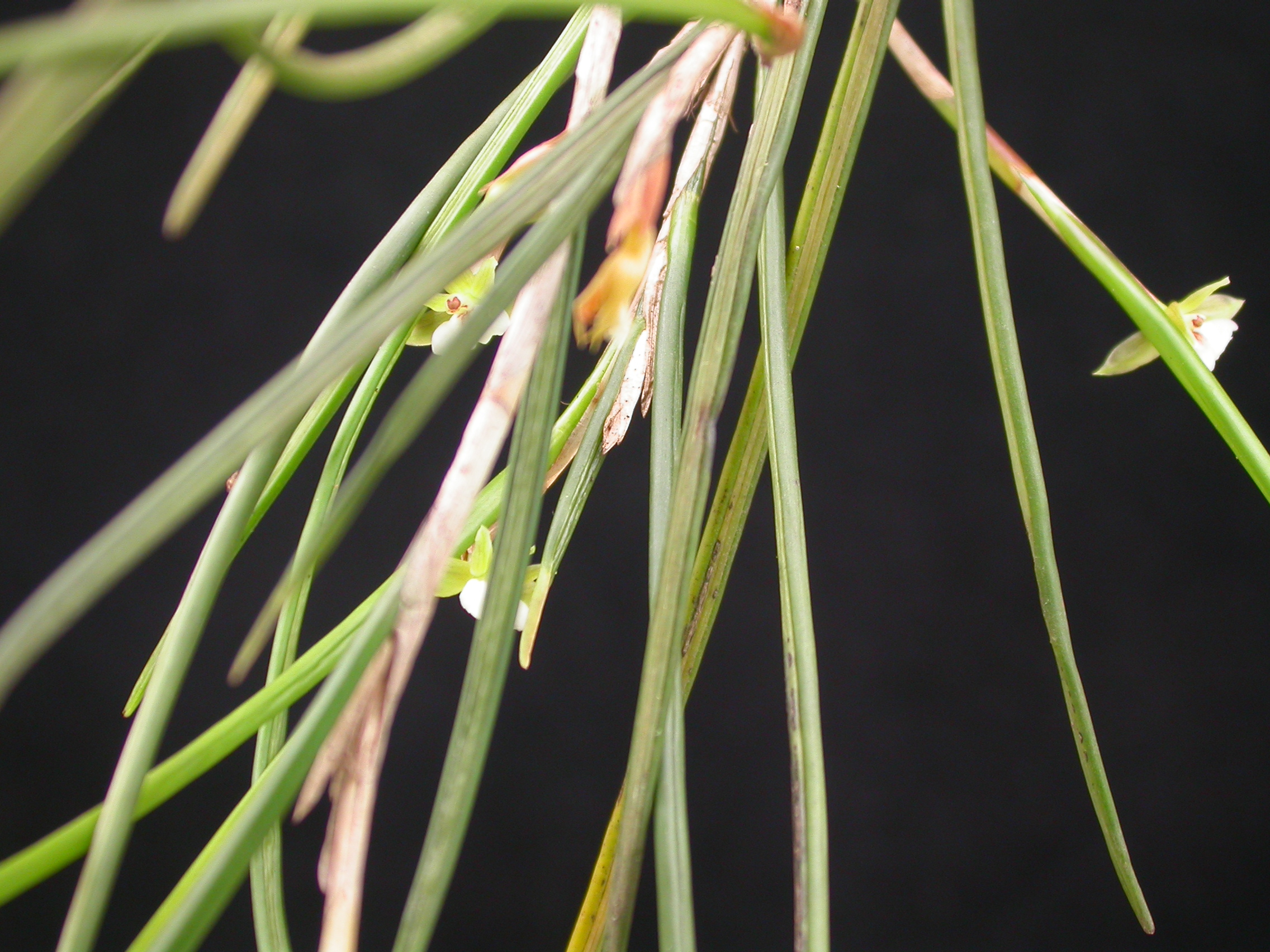
Scaphyglottis brasiliensisO hábito pendente e as folhas quase cilíndricas dessa espécie fizeram com que fosse proposto o gênero Reichenbachanthus para ela.

O tamanho das plantas varia bastante. Existem espécies muito delicadas ou bastante robustas, que pouco passam de alguns centímetros ou capazes de chegar a quase um metro de altura. Entretanto, todas apresentam pseudobulbos alongados e estreitos, protegidos na base por inúmeras Baínhas efêmeras, que permanecem por algum tempo depois de secas, sobrepostos em cadeias, nascendo uns dos ápices dos outros, ocasionalmente de suas bases, comportando até três folhas apicais.  As folhas costumam ser pouco carnosas, estreitas e longas, algumas espécies apresentam folhas bastante carnosas e de secção quase perfeitamente redonda.[carece de fontes?]
A inflorescência brota das extremidades dos pseudobulbos e, diferente da maioria das orquídeas que geralmente que só florescem uma vez por pseudobulbo, em Scaphyglottis brota novamente por diversos anos seguidos nos pseudobulbos mais antigos. Por outro lado, como os novos pseudobulbos também brotam do mesmo local nas extremidades dos antigos, formando uma série de pseudobulbos encadeados uns sobre os outros, acabando por assumir a aparência de um único caule, a impressão que se tem ao observar as flores é a de que estejam ao longo dos nós desse caule, e não nos topos dos pseudobulbos individuais. As inflorescências podem ser racemosas ou paniculadas, com uma, poucas ou muitas flores aglomeradas ou espaçadas, simultâneas ou em sucessão, de cores discretas, raramente vistosas.[carece de fontes?]
As flores são pequenas, geralmente brancas, creme, verdes, róseas, mas sempre pálidas e discretas, com exceção anotada para as flores do anterior gênero Hexisea, em sua maioria vermelhas; as pétalas e sépalas apresentam comprimentos aproximados porém as pétalas costumam ser mais largas que as sépalas, e o labelo usualmente é o maior dos segmentos florais, em regra de extremidade reflexa, preso ao pé proeminente da coluna e apresentando mento, frequentemente articulado, algumas vezes soldado a ela. A antera é terminal e contém quatro ou seis polínias.[carece de fontes?]
Distinguem-se do grupo de gêneros mais proximamente relacionados, do qual Jacquiniella é o mais conhecido representante, pois estes últimos apresentam pseudobulbos caulíneos recobertos de folhas alternadas espaçadas, e flores cujas colunas são ápodas, ou seja não apresentam prolongamento na base, onde fixa-se o labelo.
A maioria das Scaphyglottis é polinizada por insetos de língua curta, uma vez que quase todas as espécies produzem néctar, que acaba por se acumular no mento formado pela base do labelo e pé da coluna. As espécies provenientes do gênero Hexisea são possivelmente polinizadas também por beija-flores que, sabidamente, visitam principalmente plantas de flores vermelhas.

## Histórico

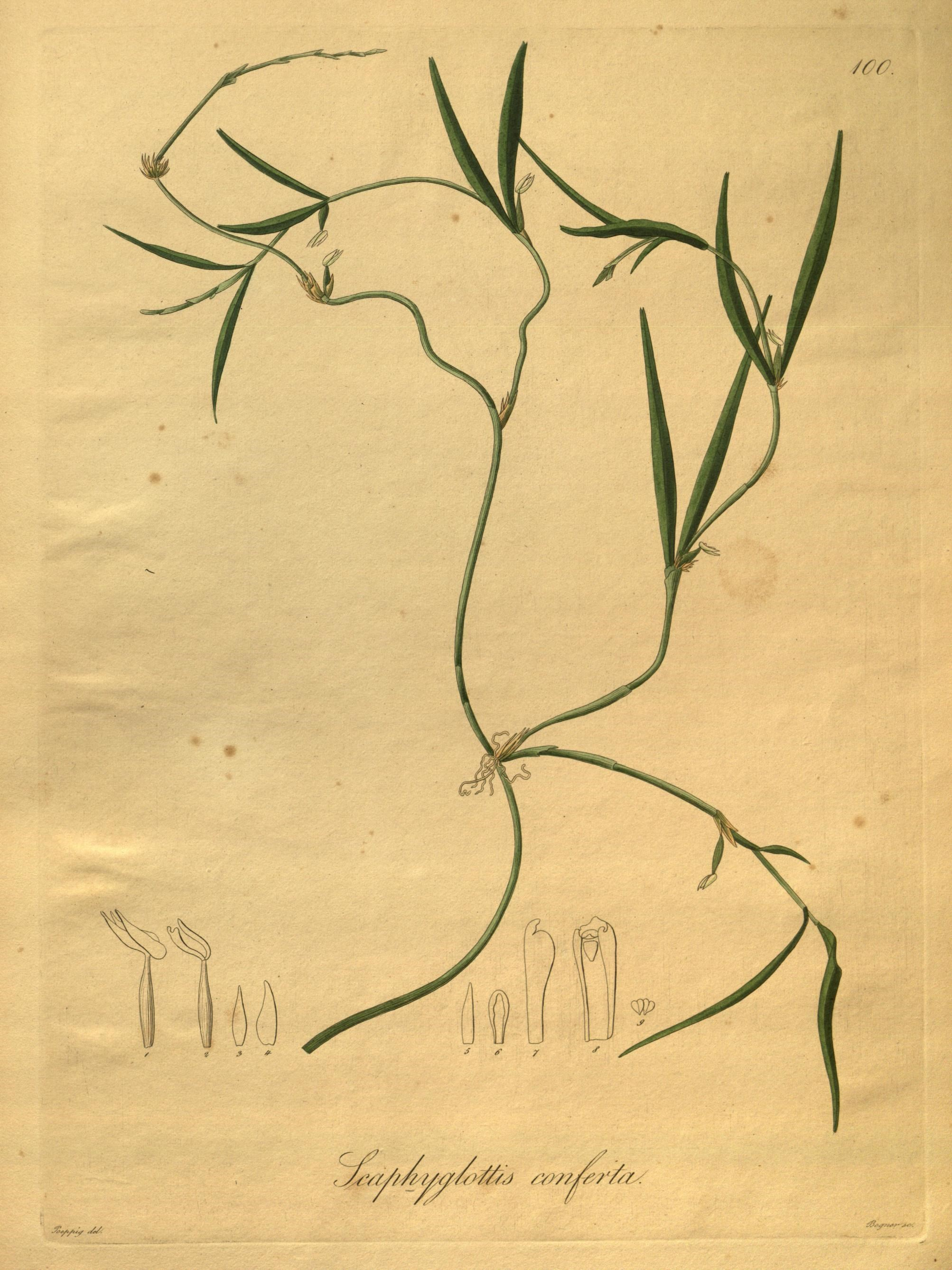
Scaphyglottis confertaIlustração de Stephano Endlicher publicada ao propor este novo gênero, em 1835.

O gênero Scaphyglottis foi proposto por Eduard Friedrich Poeppig e Stephan Ladislaus Endlicher, em 1835. Em 1960 Robert Louis Dressler designou como espécie-tipo deste gênero a Fernandezia graminifolia Ruiz & Pavón, que então passou a denominar-se Scaphyglottis graminifolia. O nome do gênero vem do grego skaphe, côncavo ou oco, e glotta, língua, em referência ao formato do labelo de suas flores.

### Taxonomia
A presente definição de Scaphyglottis esteve incerta por muito tempo. Há um grupo grande de espécies claramente pertencentes a este gênero, além de algumas outras provenientes da extinção de três outros pequenos gêneros, a saber, Tetragamestus, Leaoa e Hexadesmia, que lhe foram subordinados décadas atrás. Cada um deles com algumas particularidades morfológicas. Em 1993, foi publicado um trabalho com a revisão de Scaphyglottis, o qual não inclui os gêneros submetidos a ele após esta data, mas que é útil para esclarecer muitas das espécies similares que compõem este gênero.
Mesmo as espécies já pertencentes a Scaphyglottis antes desta unificação de gêneros, também são algo confusas e variáveis, algumas dispersas por grandes áreas, constituindo-se mais em complexos de espécies que espécies claramente reconhecíveis, com muitas intermediárias e apresentando pequenas variações endêmicas que foram descritas como espécies à parte. Seguindo as leis da parcimônia, em regra estas espécies variáveis estão agora classificadas sob um único nome, pois do contrário sua definição e identificação se tornariam muito complicadas. De fato constituem-se em complexos de espécies crípticas.

### Os sinônimos

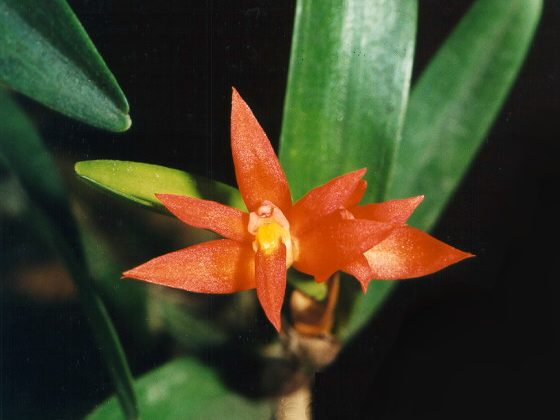
Scaphyglottis imbricataEspécie da Amazônia, muito próxima da S. bidentata, dela se distingue pelo calo amarelo no labelo.

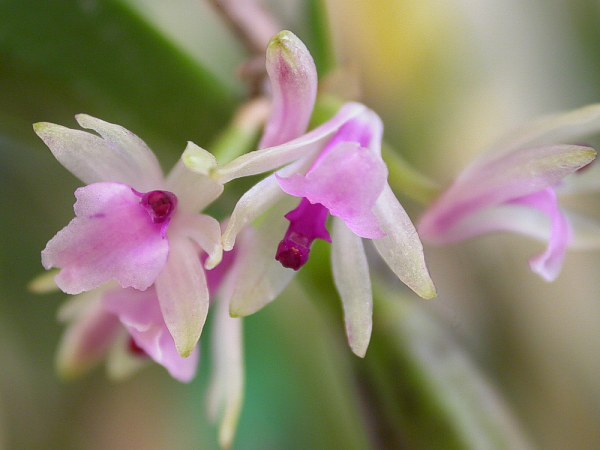
Scaphyglottis stellataEspécie mais comum de Scaphyglottis, foi descrita com inúmeros nomes diferentes.

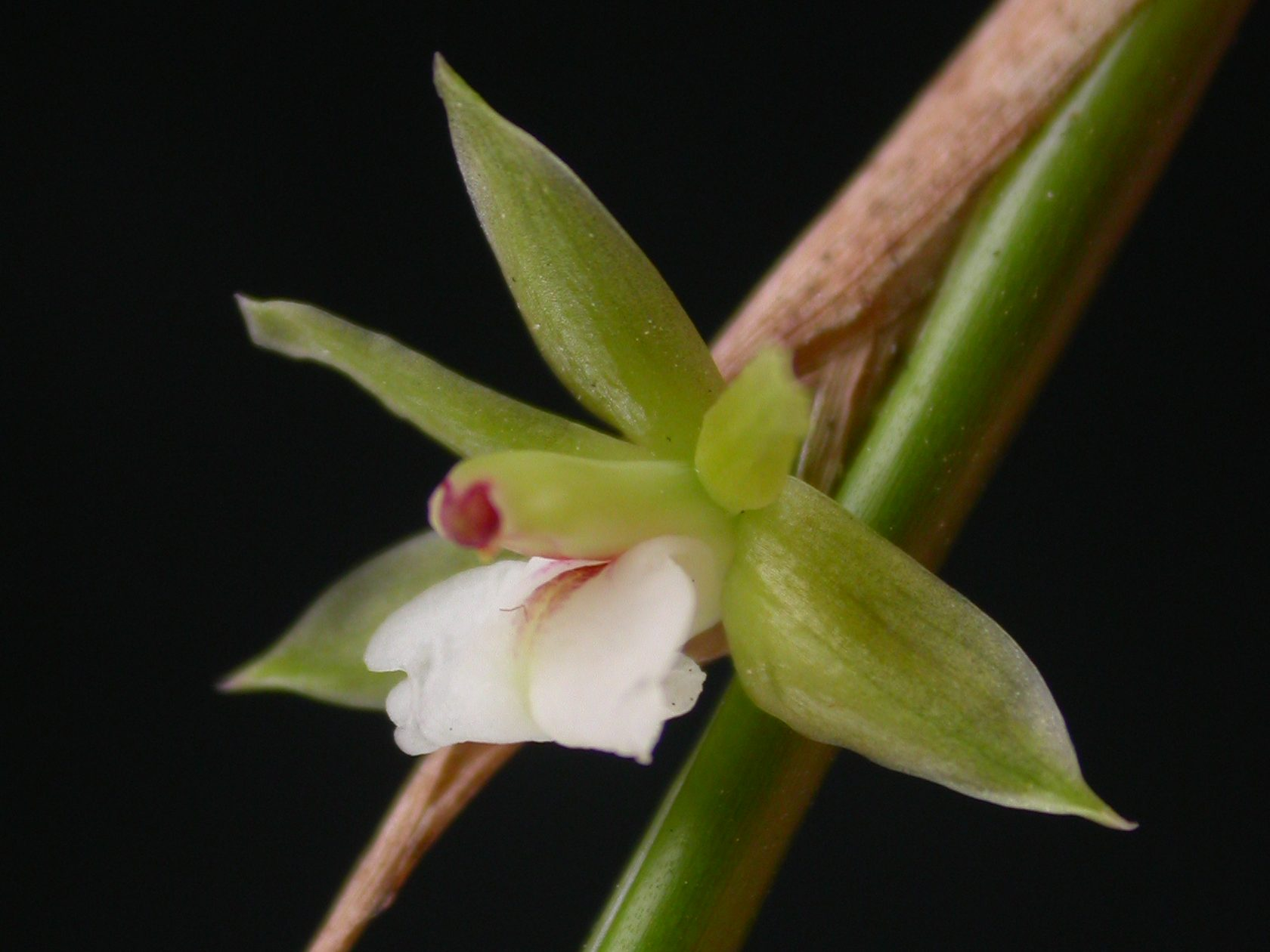
Scaphyglottis reflexaO labelo torcido para trás motivou o nome em sua descrição Reichenbachanthus reflexus, homenagem também ao grande estudioso de orquídeas Heinrich Gustav Reichenbach.

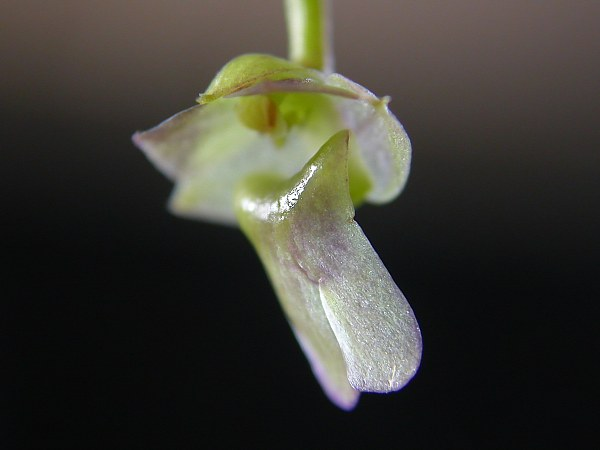
Scaphyglottis lividaTem flores tão particulares que já esteve classificada em seis gêneros diferentes.

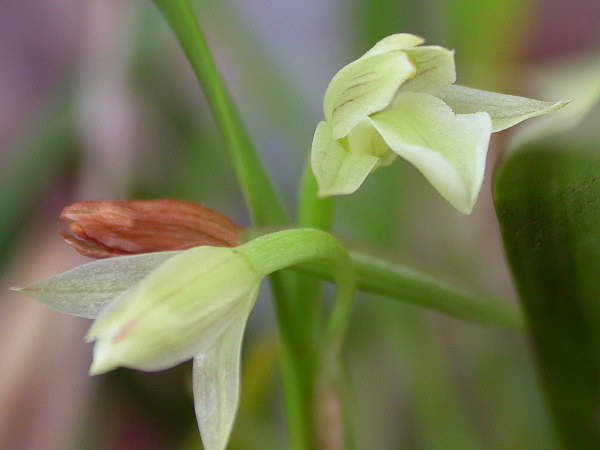
Scaphyglottis proliferaO nome desta espécie é uma referência ao fato de seus pseudobulbos nascerem do topo dos outros.

Em 2004, outros gêneros foram subordinados a Scaphyglottis para atender aos conceitos filogenéticos utilizados hoje em dia. As diferenças que motivaram a criação desses gêneros, hoje seus sinônimos, são as seguintes:
Hexadesmia: Trata-se de um gênero que chegou a subordinar vinte sete espécies. Foi descrito por Adolphe Théodore de Brongniart, em 1842. Era composto por diversas espécies diferentes de Scaphyglottis porque as flores têm seis polínias em vez de quatro. Como todas aparecem em posicionamento basal no clado, aventa-se a possibilidade de ser esta a condição ancestral deste gênero. Diversos autores subordinaram espécies a Hexadesmia, entre eles Schlechter e Reichenbach.[carece de fontes?]
Leaoa: Em 1922 Rudolf Schlechter e Paulo de Campos Porto descreveram este pequeno gênero para uma espécie que até então era denominada Hexadesmia monophylla, a qual apresenta inflorescência muito longa geralmente, em vez de curta e fasciculada, e com só uma flor na extremidade, também com seis polínias. Mais espécies foram acrescentadas a este gênero por Leslie Andrew Garay em 1955  e por Brieger em 1976  elevando para quatro o número de espécies então classificadas neste gênero.[carece de fontes?]
Tetragamestus: foi descrito em 1854 por Heinrich Gustav Reichenbach para o Tetragamestus modestus. Quatro foram as espécies atribuídas a este gênero, a última por Schlechter em 1818. As plantas deste grupo apresentam flores de labelo com mento muito menos evidente que nas espécies atribuídas aos outros gêneros. A espécie mais conhecida denominava-se Tetragamestus modestus, o que costuma causar confusão com o Reichenbachanthus modestus, que é um sinônimo da Scaphyglottis brasiliensis. Até hoje este nome é amplamente utilizado pelos orquidófilos, que ignoram a unificação deste gênero com Scaphyglottis.
Reichenbachanthus: Foi proposto por João Barbosa Rodrigues, em 1882 ao descrever o Reichenbachanthus modestus. Seis espécies epífitas pendentes que ocorrem da América Central ao sudeste do Brasil, em matas úmidas e sombrias estiveram subordinadas a este gênero em algum momento. A última o foi em 1997 por Dressler. Podem ser reconhecidas pelas suas folhas e pseudobulbos roliços quase indiferenciados, em vez de pseudobulbos claramente marcados com folhas delgadas como nos outros gêneros, as flores no entanto pouco variam das de Scaphyglottis.[carece de fontes?]
Os Reichenbachanthus são plantas com pseudobulbos caulinos redondos ramosos, alongados, com entrenós algo espessados, com folhas também roliças, de ponta aguçada, arqueadas, dificilmente distintas dos caules. Apresentam curta inflorescência apical, na extremidades dos caules e em seus nós, uniflora ou fasciculada, com flores pequenas.[carece de fontes?]
As flores são pálidas, amareladas ou esverdeadas. Pétalas um pouco menores e bem mais estreitas que as sépalas, de forma lanceolada. O labelo é inteiro ou levemente trilobado, plano, mas com ápice agudo ou bilobulado, não raramente reflexo, totalmente dobrado sob si mesmo, unido ao pé da coluna, onde se forma um mento constituído pelo citado pé e base das sépalas. A coluna é longa e espessa, com antera apical. Apresentam quatro polínias.[carece de fontes?]
Duas espécies registradas para o Brasil. Como há muitos homônimos entre estas espécies é importante saber seus sinônimos: uma da Serra do Mar, Reichenbachanthus modestus,  originalmente classificada como Fractilinguis brasiliensis e  Scaphyglottis brasiliensis, hoje Scaphyglottis reflexa e a outra do Norte da Amazônia, Reichenbachanthus  reflexus ou Fractiunguis reflexus, hoje Scaphyglottis emarginata.
Fractiunguis: proposto por Schlechter em 1922  foi considerado um sinônimo de Reichenbachanthus praticamente desde a época em que foi descrito. Era composto por três das mesmas espécies classificadas no citado gênero.[carece de fontes?]
Hexisea: foi proposto por John Lindley em 1834, para a Hexisea bidentata. O nome do gênero é uma referência aos seis segmentos de suas flores, todos mais ou menos com o mesmo formato. Catorze espécies foram subordinadas a este gênero ao longo de sua história, a última a ser descrita foi a Hexisea arctata, em 1979, por Dressler. São plantas de tamanho médio, epífitas ou rupícolas, de crescimento mais ou menos cespitoso, que formam grandes conjuntos desorganizados ascendentes ou também pendurados dos ramos das árvores, que ocorrem nas florestas tropicais e equatoriais úmidas, de baixas altitudes, que existem desde o sul do México até o norte e noroeste da América do Sul.[carece de fontes?]
As espécies de Hexisea distingüem-se das restantes Scaphyglottis pelas suas pequenas flores quase inteiramente vermelhas, com labelo imóvel, nas bordas, perto da base, parcialmente soldado e firmemente preso à base da coluna formando uma espécie de nectário raso, em vez de apresentar labelo livre como as outras. É o único grupo com espécies polinizadas por beija-flores.
Sua morfologia vegetativa pouco varia da apresentada por Scaphyglottis, mas varia de espécie para espécie, em regra apresentam pseudobulbos cilíndricos ou fusiformes intumescidos no centro, sobrepostos em cadeias, articulados, nascendo uns dos ápices dos outros, e também de sua base, comummente marrom-avermelhados, com folhas caducas, herbáceas, linear lanceoladas, estas durante algum tempo presentes também nas articulações dos caules. A inflorescência é apical ou a partir dos nódulos das articulações existentes nos caules, racemosas, com poucas flores simultâneas, em geral apenas duas ou três, que se produzem durante alguns anos no mesmo lugar.[carece de fontes?]
As flores apresentam sépalas lanceoladas, as laterais levemente mais largas que a dorsal, todas de cor laranja ou avermelhada. pétalas também lanceoladas e da mesma cor das sépalas. Labelo simples, dobrado para baixo. É da mesma cor dos outros segmentos em algumas espécies dotado de calosidade dupla de cor amarela e em forma de dentes junto à base, em outras ausente ou menos manifesto. As sépalas laterais são levemente concrescidas na base. Possuem quatro polínias.[carece de fontes?]
Duas espécies muito parecidas ocorrem no Brasil, e podem ser diferenciadas pela presença ou ausência de um calo bidentado amarelo no labelo.
De acordo com as regras de Código Internacional de Nomenclatura Botânica, Hexisea é que deveria ser o nome utilizado para todas as Scaphyglottis, uma vez que é anterior ao segundo, mas, no entanto, abriu-se uma exceção e conservou-se o nome Scaphyglottis para evitar grande número de mudanças de nomes de espécies bem conhecidas.
Euothonaea: proposto em 1852 por Reichenbach ao considerar que a descrição feita por Lindley era inválida por motivos técnicos. Este gênero sempre esteve relegado a sinonímia de Hexisea.
Costaricaea gênero proposto por Schlechter em 1923 apenas para a Costaricea amparoana mas, como o gênero anterior, também foi relegado à sinonímia de Hexisea.
Platyglottis: único gênero sem representantes no Brasil, foi proposto em  1942 por Louis Otto Williams. Era composto por apenas uma espécie do Panamá, a Platyglottis coriacea a qual apresenta pseudobulbos também sobrepostos, mas que se parecem com os de Epidendrum, com diversas folhas planas, largas e coriáceas, alternadas, e inflorescência apical racemosa com até quatro flores pálidas pouco abertas, espaçadas por longo ovário algo espessado com grandes brácteas infladas na base do pedúnculo. Tanto a morfologia floral como a vegetativa tornam fácil diferenciar essa espécie das outras Scaphyglottis.[carece de fontes?]

## Filogenia

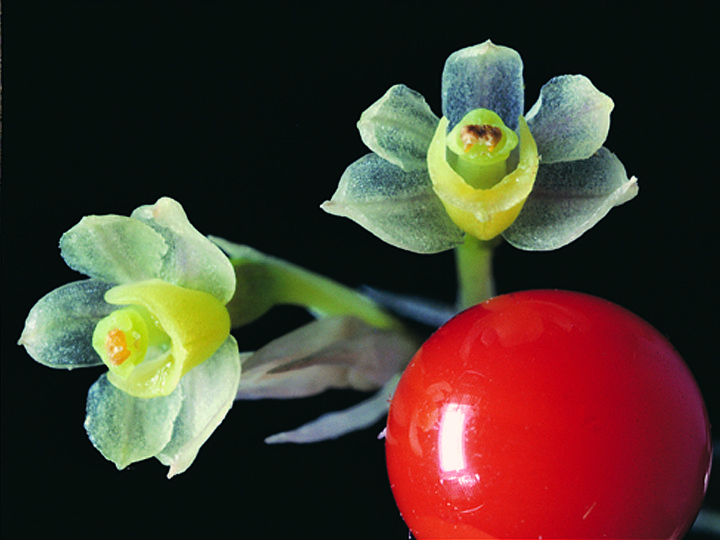
Scaphyglottis micranthaOriginária da Guatemala, seu nome refere-se ao tamanho minúsculo de suas flores, na foto comparadas a uma cabeça de alfinete.

Segundo a filogenia de Laeliinae publicada no ano 2000 em Lindleyana por Cássio van den Berg et al., Scaphyglottis, junto com os citados gêneros a ela agora subordinados, forma um pequeno clado inserido em clado maior que também inclui os gêneros Jacquiniella e Acrorchis, e este grande clado por sua vez inserido entre os de Epidendrum e de Meiracyllium, considerado este último pertencente ao mesmo clado cujo gênero mais conhecido é Encyclia.[carece de fontes?]
Em  2004, Dressler, William Mark Whitten e Norris H. Williams. publicaram um artigo sobre a filogenia de Scaphyglottis, onde mostram que as espécies de Reichenbachanthus, Platyglottis, e Hexisea encontram-se inseridas entre diversas espécies de Scaphyglottis nos clados. Para conservar a monofilia de Scaphyglottis, diversas alterações de nomenclatura, com a criação de mais gêneros parecidos, seriam necessárias, portanto sugerindo a unificação de todos estes gêneros em Scaphyglottis.[carece de fontes?]
Na realidade, a definição da maioria dos gêneros aliados a Scaphyglottis sempre foi confusa. Seus limites nunca foram bem estabelecidos e as espécies ora eram atribuídas a um gênero, ora a outro. Como a variação genética entre as espécies desses gêneros é pequena, dificultando o esclarecimento exato dos relacionamentos entre eles, e também pela confusão entre o limite na definição morfológica desses gêneros, foi consensual entre a comunidade científica sua unificação.[carece de fontes?]

## Usos
Há relatos do uso de espécies de Scaphyglottis pela medicina popular para o alívio da dor. Em 2007, foi publicado um artigo médico a respeito das propriedades farmacológicas de pelo menos uma das espécies de Scaphyglottis, a S. livida onde se demonstra que a administração oral de um composto de quatro substâncias extraídas desta planta, entre outros efeitos, apresentou propriedades anti-inflamatórias em ratos e camundongos.

## Cultivo

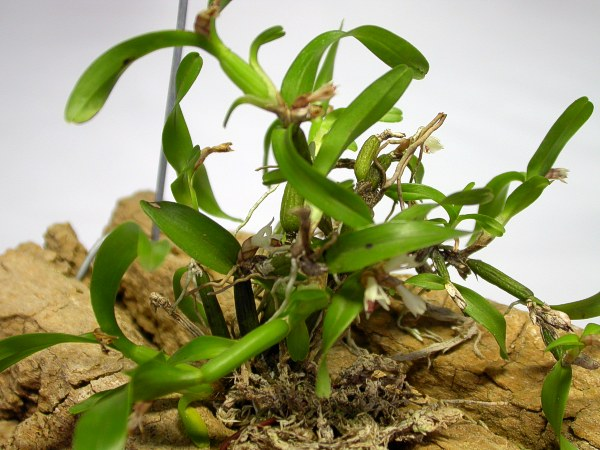
Scaphyglottis sickiiPlanta pequena de clima seco, que tanto pode ser plantada em vaso como em casca de árvores.

É importante informar-se sobre o local onde cada espécie habita na natureza, pois como há espécies de clima quente e úmido, de clima moderadamente seco, e de clima mais fresco e úmido. As condições de cultivo devem ser adequadas ao local ao qual cada espécie acostumou-se.[carece de fontes?]
A grande maioria das espécies provém de clima quente e úmido e não apresentam dificuldades de cultivo na maior parte do Brasil. As Scaphyglottis de clima quente podem ser cultivadas da mesma maneira que são cultivadas a quase todas as espécies brasileiras, sem tratamento especial em um orquidário misto.[carece de fontes?]
Podem ser plantadas em vasos com substrato bem drenado à base de cascas moídas, cortiça, cacos de carvão e perlita misturados, ou apenas em composto de fibras vegetais de boa qualidade. Podem-se também plantar em placas de fibra ou, quando de climas secos, em pedaços de cascas de árvores e neste caso com regas mais frequentes pois as cascas de árvore secam muito rapidamente.
As Scaphyglottis devem ser regadas de maneira mais ou menos uniforme ao longo do ano, as de clima seco exigem uma pequena diminuição nas regas durante o inverno. A melhor temperatura para estas espécies varia entre 10 e 35 °C e a luminosidade semelhante à adequada às Cattleya, com sombreamento de sessenta por cento (60%).